# 中国联通
中国联合网络通信集团有限公司，简称中国联通集团、中国联通，是中华人民共和国一家主要从事通信业的中央企业，也是中国第三大电信运营商，在中国内地三十一个省、市、自治区运营移动与固网通信业务。

## 历史

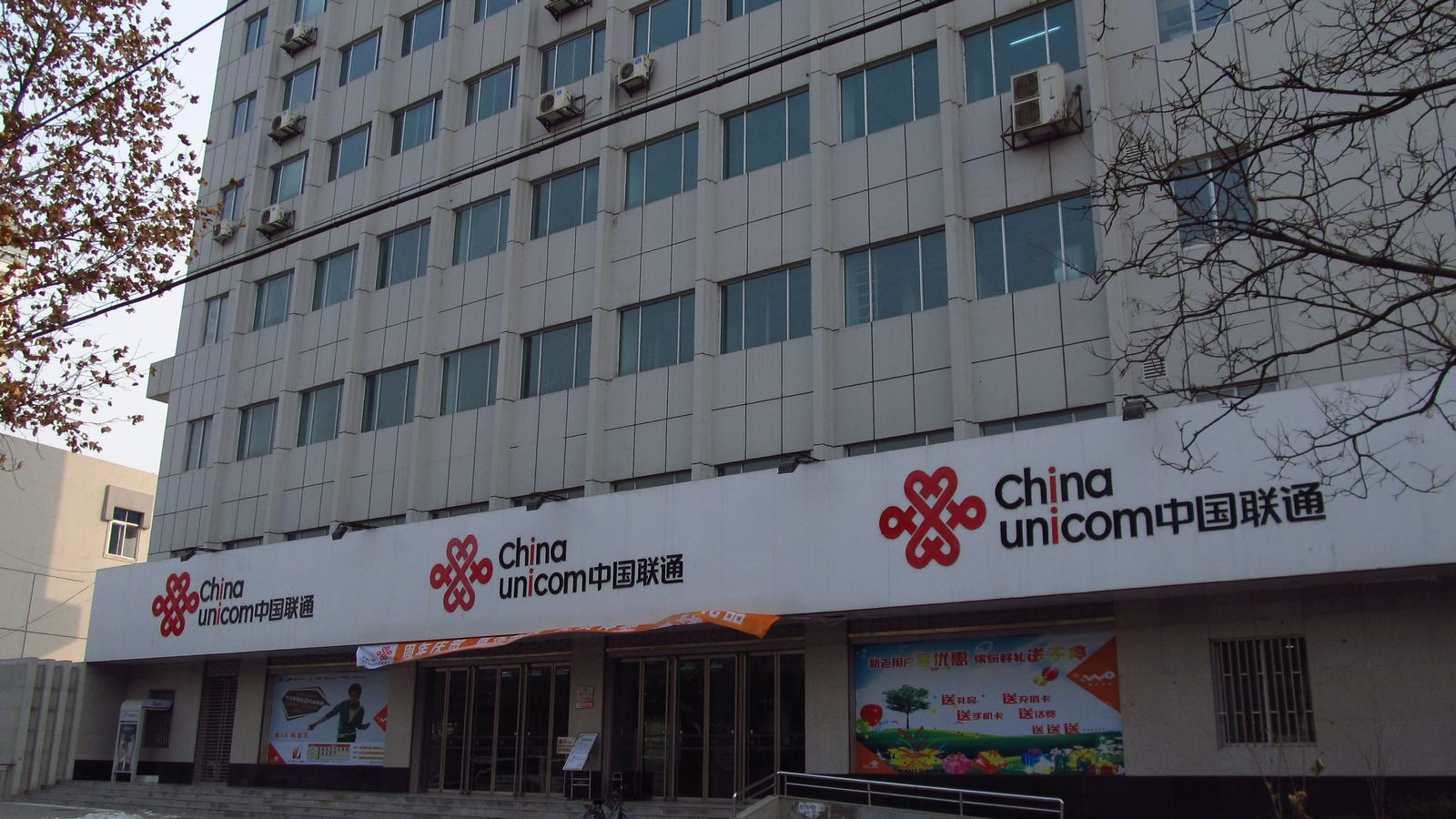
甘肅天水分公司

- 2008年10月14日，根据电信业重组方案，中国联合网络通信集团有限公司（简称“中国联通”）在原中国联合通信有限公司与原中国网络通信集团公司的基础上合并组建而成，主要经营固定通信业务，移动通信业务，国内、国际通信设施服务业务，卫星国际专线业务、数据通信业务、网络接入业务和各类电信增值业务，与通信信息业务相关的系统集成业务等。中国联通于2009年4月28日推出全新的全业务品牌“沃”，拥有“沃4G+”、“沃派”、“智慧沃家”，“沃·商务”著名客户品牌。
- 2008年6月2日，根据中华人民共和国工业和信息化部、国家发展和改革委员会、财政部《关于深化电信体制改革的通告》，中国联通将其CDMA网络资产和业务出售给中国电信，并将剩余资产和业务以换股形式与中国网通完成合并，新公司依旧保留“中国联通”的品牌。
- 2009年1月6日，经国务院批准，原中国联合通信有限公司和原中国网络通信集团公司进行合并，合并后的新公司名称为中国联合网络通信集团有限公司，简称为“中國聯通”。[1]
- 2009年1月7日，中国工业和信息化部向中国联通颁发了基于WCDMA制式的第三代移动通信（3G）营业执照。[2]
- 2009年4月28日，中国联通在京发布了全新业务品牌——“沃”（汉语拼音:wo）。“沃”作为中国联通旗下所有业务的单一主品牌正式发布，标志着中国联通全业务经营战略的启动，这是中国通信运营商首次使用单一主品牌策略。
- 2009年5月1日，中国商务部有关官员指出中国联通与中国网通的合并涉嫌违反《中华人民共和国反垄断法》[3]。
- 2011年11月，中国中央电视台報導，国家发改委反垄断局已对中国电信和中国联通两家公司进行反垄断调查。报道称，查明上述两家公司在互联网接入市场上涉嫌垄断，若事实成立，上述两家企业或被处以数亿至数十亿元罚款[4]。
- 2012年6月10日，中国聯通集团與西班牙電信達成協議，購回其持有的4.56%聯通股份，作價每股10.21元，涉資109億元。聯通集團在增持後持有聯通76.52%；西班牙電訊仍將持有約5.01%。
- 2013年12月4日，中国工业和信息化部向中国联通颁发了基于TD-LTE制式的第四代移动通信（4G）营业执照[5]。2014年3月18日，中国联通4G开始服务。[6]。2014年6月27日，中国工业和信息化部向中国联通颁发了基于FDD-LTE制式的第四代移动通信（4G）试商用营业执照[7]。2015年2月27日，中国工业和信息化部向中国联通颁发了基于FDD-LTE制式的第四代移动通信（4G）正式商用牌照[8]。
- 2018年12月10日，中国工业和信息化部向中国联通颁发了5G系统试验频率使用许可，中国联通获得3500MHz频段试验频率使用许可[9]。2019年6月6日，中国工业和信息化部向中国联通发放5G商用牌照[10]。
- 2022年10月27日，国家市场监管总局官网发布《2022年10月17日-10月23日无条件批准经营者集中案件列表》，批准联通创新创业投资有限公司与深圳市腾讯产业创投有限公司新设合营企业。[11]

## 机构设置
根据有关规定，中国联通集团设置（控股）下列机构（企业）：

### 内设机构
- 综合部（董事会办公室）
- 法律与风险管理部
- 财务部
- 人力资源部
- 市场部
- 销售部
- 信息化部
- 技术部
- 党组办公室（党群工作部、直属党委）
- 中央纪委国家监委驻中国联通集团纪检监察组
- 巡视工作办公室
- 工会

### 直属（控股）企业
- 中国联合网络通信股份有限公司
- 中国联通集团（BVI）有限公司
- 中国联通网络公司
- 中国联通终端公司
- 中国联通学院
- 联通研究院/国家工程实验室有限公司
- 中讯邮电咨询设计院有限公司
- 联通网络技术研究院
- 联通兴业通信技术有限公司
- 联通华盛通信有限公司
- 联通时科通信有限公司
- 联通宽带在线有限公司
- 联通支付有限公司
- 联通通信建设有限公司
- 联通系统集成有限公司

## 业务
中国联通集团在中国大陆经营包括WCDMA／HSPA（HSDPA · HSUPA）／HSPA+（3G）、LTE（TD-LTE · LTE-FDD）／LTE-A（4G）和NR（5G）业务。在中国大陆地区由中国联通提供服务的移动电话号码以130、131、132、155、156、166、176、185、186开头，另有145号段供LTE／LTE-A（4G）、5G數據上網卡使用。还有用于支持虚拟运营商的170（4、7-9）及整个171号段。包括普通固定电话、ADSL、FTTx等有线宽带业务以及Wi-Fi和LTE（LTE-A）（4G）、NR（5G）數據上網卡等无线宽带业务。中国联通的固定电话和固网宽带业务在北京、天津、河北、山西、内蒙古、辽宁、吉林、黑龙江、河南和山东等十个北方省市区具有极高的市场占有率（这些地区也是原中国网通的主要市场），在其他地区的市场占有率相对较低。
截至2015年3月，中国联通已经与248个国家和地区的590家电信运营商开通了国际漫游语音和短信业务；与208个国家和地区的570家电信运营商开通数据国际漫游业务；与13个国家和地区的24家电信运营商开通可视电话漫游业务；与150个国家的424家运营商开通高速数据漫游业务。
中國聯通（香港）、中国联通（美洲）、中国联通（欧洲）运营公司分别在香港特别行政区、美国（2022年1月27日，美國聯邦通信委員會撤銷中国联通（美洲）在美國提供州際和國際通信服務的授權）、英国经营移动通讯业务。

### 无线电频带
| 类型  | 制式    | 服务频段 (MHz)      | 所属工作频段 (MHz)  | 所属工作频段号 | 所属频段通用名称 | 当前状态 | 简介                                                                              |
| ----- | ------- | ------------------- | ------------------- | -------------- | ---------------- | -------- | --------------------------------------------------------------------------------- |
| 3G    | WCDMA   | 1960–1965 2150–2155 | 1920–1980 2110–2170 | Band 1         | IMT              | 退网中   | 主要频段 常称U2100 作为传统移动通话服务(不支持LTE/5G老旧移动智能终端提供网络服务) |
| 4G    | LTE-FDD | 1940-1960 2130-2150 | 1920–1980 2110–2170 | Band 1         | IMT              | 服务中   | 辅助频段常称L2100，与中国电信共享                                                 |
| 4G    | LTE-FDD | 1735–1765 1830–1860 | 1710–1785 1805–1880 | Band 3         | DCS              | 服务中   | 主要频段，与中国电信共享 常称L1800                                                |
| 4G    | LTE-FDD | 904–914 949–959     | 880 – 915 925 – 960 | Band 8         | E-GSM            | 服务中   | 主力覆盖频段，常称L900                                                            |
| 5G    | NR      | 1920-1960 2110-2150 | 1920–1980 2110–2170 | Band n1        | IMT              | 服务中   | 主力频段，与中国电信共建共享                                                      |
| 5G    | NR      | 904–914 949–959     | 880 – 915 925 – 960 | Band n8        | E-GSM            | 服务中   | 已获工信部批复 ，部分地区已开通                                                   |
| 5G    | NR      | 3300-3400           | 3300–3800           | Band n78       | C-Band           | 服务中   | 仅用于室内覆盖，与中国电信、中国广电共享                                          |
| 5G    | NR      | 3500-3600           | 3300–3800           | Band n78       | C-Band           | 服务中   | 辅助频段，与中国电信共建共享                                                      |
| LPWAN | NB-IoT  | 914-915 959-960     | 880-915 925-960     | Band 8         | 0-124            | -        | 低功耗窄带物联网                                                                  |

## 企业文化

### 公司标志

（1994年-2006年）使用的蓝色标志
（2006年-2008年）使用的红黑色标志
（2008年-2023年）使用的红黑色标志，字体改为中国网通字体
（2023年至今）使用的红黑色标志，相较上一版标志颜色更红，元素摆放顺序也发生了变化

#### 蓝色标志（1994年-2006年）
中国联合通信有限公司（旧联通）的标志是由一种回环贯通的中国古代吉祥图形“盘长”纹样演变而来，源于佛教八宝之一。迂回往复的线条象征着现代通信网络，寓意着信息社会中联通公司的通信事业井然有序而又迅达畅通，同时也象征着联通公司的事业无以穷尽，日久天长。 
标志造型中的四个方形有四通八达，事事如意之意，六个圆形有路路相通，处处顺畅之寓，而标志中的十个空穴则有完完漫漫和十全十美之含。无论从对称讲，还是从偶数说，都洋溢着古老东方久已失传的吉祥之气。 
中国联通的司标还有二个明显的上下相连的“心”，它一览无遗地展示着联通公司的宗旨：通信，通心，联通公司永远为用户着想，与用户心连心。

#### 红色标志（2006年-2008年）
自2006年3月28日开始，中国联合网络通信集团有限公司（新联通）启用新的中国红和水墨黑为主的新标志，沿用了1994年版的设计。其红色的中國結象征快乐与好运，黑色的文字象征包容与凝聚力。“China Unicom”中的两个红色的“i”采取上下相连的形式，寓意沟通。新标志也与其他通信运营商的蓝色标志有所区分，更加醒目，与众不同。

#### 重组后标志（2008年-2023年）
2008年，原中国网通并入中国联合通信有限公司成立新的中国联合网络通信集团有限公司，公司标志沿用2006年版设计，但将「中国联通」四字的字体改为原「中国网通」公司标志的字体。

#### 2023版标志（2023年至今）
2023年2月27日，中国联合网络通信（香港）股份有限公司发布公告宣布，为承接本公司新定位新战略，本公司更改公司标志。后续中国联通也在集团官网、A股公司官网、营业厅等渠道启用新标志。新标志相较上一版标志颜色更红，元素摆放顺序也发生了变化。

### 品牌及口号
- 公司口号：“让一切自由连通”、“连通世界，赢在中国”、“创新·改变世界”、“创新·与智慧同行”
  - 沃：“精彩在沃”、“选3G就选沃”、“选4G就选沃”
  - 沃家庭：“加手机，家精彩”
  - 世界风：“时刻连通”
  - 如意通：“大家连通”
  - 新势力：“由我连通”、“就要你最红”
  - 联通10010：“真诚连通”
  - 沃派：针对年轻人群体的产品
  - 沃4G+：“匠心网络 精彩不断”
  - 5Gⁿ、联通5G：“让未来生长”

## 中国联合网络通信股份有限公司

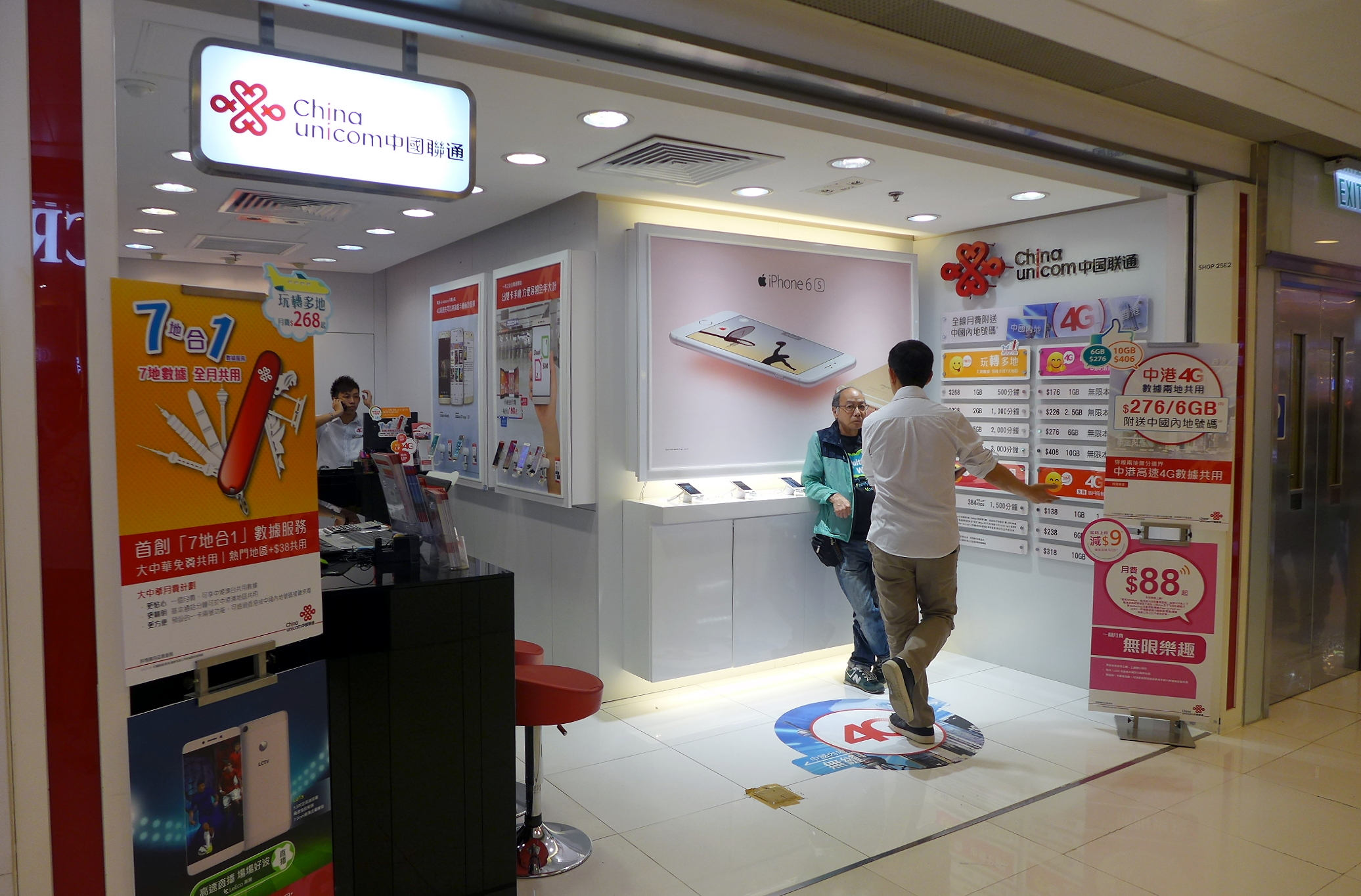
中国联通在香港沙田廣場分店 (2016年)

中国联合网络通信股份有限公司（上交所：600050），简称中国联通，是中国联合网络通信集团有限公司控股的上市公司。

### 历史
2009年1月6日，经国务院批准，中国联合网络通信股份有限公司承接中国联通集团A股上市资产和业务，在上海证券交易所上市。
2017年8月16日，聯通A股公司計劃向百度、馬雲、腾讯产业投资基金、劉強東等作戰略投資者，以每股作價6.83元人民幣，以非公開形式發行不超過90億3700萬股股份，集資最多617億2500萬元人民幣；聯通集團會向結構調整基金，轉讓19億股股份，作價129億7500萬元人民幣。另外，亦會向核心員工授予8億4800萬股限制性股份，集資最多32億1300萬元人民幣，整體方案合共投資額779億1400萬元人民幣。交易完成後，新投資者會持有聯通A股公司百分之35.19的股權，聯通集團的持股量，會由百分之62.7%，下降至百分之36.7%。

### 股权结构
中国联通于2008年6月3日重组，中国联通并购中国网通，藉此成为一家全业务的电信运营商。中国联通与中国网通发布联合公告称，中国联通将以每1.508股联通股份，换1股中国网通股份，中国网通将成为联通红筹公司的全资附属公司，并从香港联交所和纽交所退市。並指與中国网通的整合涉及的规模为4391.67亿港元，同时中国联通与中国电信签署协议，中国电信将以总价1100亿元人民币收购联通CDMA网络资产与用户资源。
合併完成後中国联合网络通信集团有限公司（联通集团）以61.03%的比例控A股中国联合通信股份有限公司（简称中国联通，在上海证券交易所上市（上交所：600050）。联通集团以17.91%的比例，中国联通以82.10%的比例联合控股中国联通（BVI）有限公司（简称联通BVI，注册地英属维尔京群岛）。联通BVI與中国网通（BVI），鮮京電信，西班牙Telefónica Internaciónal,S.A.U及持有中国联通及中国网通紅籌股或預託證劵的公眾股東，持股比例分別為40.92%，21.49%，3.79%，4.21%及21.49%，持有中国联合网络通信（香港）股份有限公司（港交所：0762）。中国联合网络通信（香港）股份有限公司以100%的比例控股中国联合网络通信有限公司，中国网络通信（香港）股份有限公司及聯通國際通信有限公司。
| 公眾股東                                                                            | 公眾股東                                                                            | 其他三位發起股東                                                               | 其他三位發起股東                                                               | 中国联合网络通信集团有限公司 （联通集团） | 中国联合网络通信集团有限公司 （联通集团） | 中国联合网络通信集团有限公司 （联通集团） | 中国联合网络通信集团有限公司 （联通集团） |                      |                      |                      |                      |
| ↓38.94%                                                                             | ↓38.94%                                                                             | ↓0.01%                                                                         | ↓0.01%                                                                         | ↓61.05%                                   | ↓61.05%                                   |                                           |                                           |                      |                      |                      |                      |
| 中国联合通信股份有限公司 （中国联通A股上交所：600050）                              |                                                                                     |                                                                                |                                                                                |                                           |                                           |                                           |                                           |                      |                      |                      |                      |
| ↓82.10%                                                                             |                                                                                     |                                                                                |                                                                                |                                           |                                           |                                           |                                           |                      |                      |                      |                      |
| 中国联通（BVI）有限公司(另外17.9%股權由中國聯合網路通信集團有限公司,即聯通集團持有) | 中国联通（BVI）有限公司(另外17.9%股權由中國聯合網路通信集團有限公司,即聯通集團持有) | 中国网通（BVI）有限公司(直接由中國聯合網路通信集團有限公司,即聯通集團全權持有) | 中国网通（BVI）有限公司(直接由中國聯合網路通信集團有限公司,即聯通集團全權持有) | 鮮京電信                                  | 鮮京電信                                  | Telefónica Internaciónal,S.A.U            | Telefónica Internaciónal,S.A.U            | 公眾股東             | 公眾股東             |                      |                      |
| ↓39.76%                                                                             | ↓39.76%                                                                             | ↓28.65%                                                                        | ↓28.65%                                                                        | ↓3.68%                                    | ↓3.68%                                    | ↓8.06%                                    | ↓8.06%                                    | ↓19.85%              | ↓19.85%              |                      |                      |
| 中国联合网络通信（香港）股份有限公司 （港交所：762及：）                            |                                                                                     |                                                                                |                                                                                |                                           |                                           |                                           |                                           |                      |                      |                      |                      |
| ↓100%                                                                               | ↓100%                                                                               | ↓100%                                                                          | ↓100%                                                                          | ↓100%                                     | ↓100%                                     | ↓100%                                     | ↓100%                                     | ↓100%                | ↓100%                | ↓100%                | ↓100%                |
| 中国联合网络通信有限公司                                                            | 中国联合网络通信有限公司                                                            | 中国网络通信（香港）股份有限公司                                               | 中国网络通信（香港）股份有限公司                                               | 中国网络通信（香港）股份有限公司          | 中国网络通信（香港）股份有限公司          | 中国网络通信（香港）股份有限公司          | 聯通國際通信有限公司                      | 聯通國際通信有限公司 | 聯通國際通信有限公司 | 聯通國際通信有限公司 | 聯通國際通信有限公司 |

## 中国联合网络通信有限公司
中国联合网络通信有限公司，简称中国联通、联通，是中国联合网络通信（香港）股份有限公司全资持有的公司。
中国联通在中国境内31个省（自治区、直辖市）和香港、英国等境外多个国家和地区设有分支机构，是中国唯一一家同时在上海、纽约（2021年10月18日退市）、香港三地上市的电信运营企业。截至2012年底，资产规模达到5760.72亿元人民币，全系统从业人员29.48万人。截至2013年3月底，用户4.03亿户。该公司于2009年1月6日成立，由原中国联通和原中国网通合并而成。
中国联通国际有限公司是中国联通集团的全资子公司，总部设在香港，负责中国联通在中国内地以外的国际业务，下设中国联通（香港）、中国联通（美洲）和中国联通（欧洲）等运营公司，为企业客户提供境内外综合信息服务， 并以“CUniq”品牌通过各地区运营公司为境外个人客户提供全球语音及数据服务。

### 历史
2008年10月14日，香港高等法院宣布批准中国联通股份有限公司和中国网通集团（香港）有限公司合并，10月15日，中国联通和中国网通上市公司正式合并，并在北京成立新的中国联合网络通信有限公司（英文仍沿用中国联通的China Unicom，标志亦为联通标志，但标志字体与联通原有标志不同），作为上市公司中国联合网络通信（香港）股份有限公司（China Unicom (Hong Kong) Limited）在中国大陆的运营公司。

### 下属企业
- 中国联合网络通信有限公司北京市分公司
- 中国联合网络通信有限公司天津市分公司
- 中国联合网络通信有限公司河北省分公司
- 中国联合网络通信有限公司山西省分公司
- 中国联合网络通信有限公司内蒙古自治区分公司
- 中国联合网络通信有限公司辽宁省分公司
- 中国联合网络通信有限公司吉林省分公司
- 中国联合网络通信有限公司黑龙江省分公司
- 中国联合网络通信有限公司上海市分公司
- 中国联合网络通信有限公司江苏省分公司
- 中国联合网络通信有限公司浙江省分公司
- 中国联合网络通信有限公司安徽省分公司
- 中国联合网络通信有限公司福建省分公司
- 中国联合网络通信有限公司江西省分公司
- 中国联合网络通信有限公司山东省分公司
- 中国联合网络通信有限公司河南省分公司
- 中国联合网络通信有限公司湖北省分公司
- 中国联合网络通信有限公司湖南省分公司
- 中国联合网络通信有限公司广东省分公司
- 中国联合网络通信有限公司广西壮族自治区分公司
- 中国联合网络通信有限公司海南省分公司
- 中国联合网络通信有限公司重庆市分公司
- 中国联合网络通信有限公司四川省分公司
- 中国联合网络通信有限公司贵州省分公司
- 中国联合网络通信有限公司云南省分公司
- 中国联合网络通信有限公司西藏自治区分公司
- 中国联合网络通信有限公司陕西省分公司
- 中国联合网络通信有限公司甘肃省分公司
- 中国联合网络通信有限公司青海省分公司
- 中国联合网络通信有限公司宁夏回族自治区分公司
- 中国联合网络通信有限公司新疆维吾尔自治区分公司
- 中国联合网络通信有限公司新疆生产建设兵团分公司
- 中国联通香港运营有限公司
- 中国联通新加坡运营有限公司
- 中国联通欧洲运营有限公司
- 中国联通日本运营股份有限公司
- 中国联通美洲运营有限公司

### 争议
2015年3月15日，中国中央电视台3·15晚会报道，中国联通湖南常德公司员工涉嫌违反手机卡实名制行为。报道称，工作人员只需用手机拍下办卡人所提供的身份证和手机卡，发到公司的微信工作群里，由后台工作人员进行激活，即可完成入网手续。随后，中国联通总部回应，已责成湖南分公司连夜组织调查处理。
2017年起，中国联通推出“流量不限量”套餐，并在大众媒体平台发布广告。但有用户称，运营商所提供的“流量不限量”套餐违背广告承诺，在当月流量使用达到一定额度时强制降速或强制断网，引发用户不满，并要求工商部门从严查处。
2018年4月，湖南省岳阳市、张家界市等地工商和市场监管部门对中国联通“流量不限量”广告进行立案调查，同年5月16日，湖南省工商局对中国联通湖南分公司立案调查。
2023年11月，河南周口联通被曝强迫用户更换光猫，更换過程需要花费299元。周口联通表示，省、市公司已成立工作专班进行调查。